# Aeropuerto de Ekaterimburgo-Koltsovo
El aeropuerto de Koltsovo (en ruso: Аэропорт Кольцово; IATA: SVX, ICAO: USSS) es un aeropuerto internacional situado a 16 km de la ciudad de Ekaterimburgo, junto a la población de Koltsovo, en el distrito federal de los Urales, óblast de Sverdlovsk, Rusia. Fue inaugurado en 1928 como base aérea militar y el 10 de julio de 1943 empezó a prestar servicio civil. En octubre de 1993 adquirió estatus internacional. 
Sirve a la ciudad de Ekaterimburgo y tiene vuelos de cabotaje a las principales ciudades de Rusia así como vuelos internacionales a varios destinos de Europa. Las aerolíneas Ural Airlines y Aviacon Zitotrans tienen su sede en el aeropuerto.
El espacio aéreo está controlado desde el FIR del propio aeropuerto (ICAO: USSS)
Se da la circunstancia de que desde este aeropuerto despegó en 1960 un Sukhoi Su-9 con la misión de interceptar el avión U-2 pilotado por Gary Powers, aunque no fue capaz de realizar la misión.

## Pistas
Cuenta con dos pistas en dirección 08/26. 
La pista 08L/26R, de asfalto, con 3.004x45 m (9.925x174 pies), tiene clasificación PCN 101 F/D/W/T. 
La segunda, 08R/26L, de hormigón, con 3.026x53 m (9.925x174 pies), tiene clasificación PCN 46/R/B/W/T.

## Plataforma
El aeropuerto presta servicio a una amplia gama de aviones civiles y dispone de plazas para hasta 53 aeronaves, con la plataforma ocupando 449.780 m².

## Terminales
La zona de pasajeros está dividida en tres partes: terminal A (vuelos nacionales), terminal B (vuelos internacionales y terminal vip.
El aeródromo dispone también de una terminal de carga con una superficie de 1.275 m².
La capacidad de las instalaciones de almacenamiento existentes es de 45 toneladas por día o 17.000 toneladas por año.

## Estadísticas
En 2010 el aeropuerto era el quinto con mayor volumen de pasajeros de Rusia, sólo superado por los de la zona de Moscú y San Petersburgo, con 2.748.919 pasajeros. En comparación con 2007, cuando por primera vez desde 1992 Koltsovo atendió a más de 2 millones de personas (2.345.097 pasajeros), el crecimiento del tráfico de pasajeros fue de 32,9% respecto a 2006.

## Aerolíneas y destinos
| Aerolíneas                  | Destinos |
| --------------------------- | --- |
| Aeroflot                    | Moscú-Sheremetyevo |
| Air Arabia                  | Sharjah |
| Air Astana                  | Astaná |
| Alrosa Mirny Air Enterprise | Mirny, Novosibirsk |
| Avia Traffic Company        | Biskek, Osh |
| Belavia                     | Minsk |
| Czech Airlines              | Praga |
| Czech Connect Airlines      | Karlovy Vary |
| Finnair                     | Helsinki |
| Flydubai                    | Dubái |
| Lufthansa                   | Frankfurt |
| Kyrgyzstan Aircompany       | Biskek, Osh |
| Nordavia                    | Mineralnye Vody |
| NordStar                    | Krasnoyarsk, Novosibirsk |
| Nordwind Airlines           | Chárter: Denpasar, Langkawi, Phuket, Sanya |
| Rossiya                     | San Petersburgo |
| RusLine                     | Almaty, Barnaul, Kazan, Krasnodar, Krasnoyarsk, Magnitogorsk, Mineralnye Vody, Majachkalá, Nadym, Nizhnevartovsk, Nizhny Novgorod, Novy Urengoy, Omsk, Orenburg, Perm, Rostov del Don, Salekhard, Surgut, Tomsk, Urumqi, Volgogrado |
| Somon Air                   | Dusambé, Khudzand |
| S7 Airlines                 | Beijing, Moscú-Domodedovo |
| Tajik Air                   | Dusambé, Khudzand, Kurgan-Tube |
| Turan Air                   | Bakú |
| Turkish Airlines            | Estambul-Atatürk Temporal: Antalya |
| Ural Airlines               | Bakú, Barcelona, Beijing, Biskek, Chita, Dubái, Dusambé, Harbin, Irkutsk, Estambul-Atatürk, Kazan, Karlovy Vary, Jabárovsk, Krasnodar, Krasnoyarsk, Khujand, Lankaran, Mineralnye Vody, Moscú-Domodedovo, Múnich, Namangan, Novosibirsk, Norilsk, Osh, Petropavlovsk-Kamchatsky, Praga, Roma-Fiumicino, San Petersburgo, Salekhard, Samara, Samarkanda, Sochi, Taskhent, Tbilisi, Tel Aviv-Ben Gurion, Ufa, Vladivostok, Ereván Temporal: Antalya, Bangkok-Suvarnbabhumi, Burgas, Heraklion, Hurghada, Lárnaca, Pula, Simferopol, Tesalonica, Tivat, Varna, Verona |
| UTair Aviation              | Beloyarkyi, Khanty-Mansiysk, Nizhnevartovsk, Nizhny Novgorod, Noyabrsk, Novy Urengoy, Samara, Surgut, Ufa Seasonal: Bangkok-Suvarnbabhumi, Hurghada, Phuket |
| Uzbekistan Airways          | Namangan, Taskhent |